# 구글 스토리
《구글 스토리》(The Google Story, 더 구글 스토리)는 데이비드 바이스와 마크 멜시드가 쓴 책으로, 누가 구글이라는 기업을 설립했는지, 또 왜 이러한 일이 독특한지 깊숙히 들여다본다. 이 책을 통해 독자는 설립자, 기업, 또 구글의 문화에 관해 알게 된다. 이 책은 영어로 작성되었으며 2005년 11월 15일 출판되었다.
한국어 초판은 2019년 1월 31일 인쇄되었으며, 초판 3쇄는 2019년 3월 4일 이루어졌다.

## 한국어 번역
- 구글 스토리 (ISBN 979-11-86560-93-8) - 퓰리처상 수상자가 쓴 구글 유일의 기업 평전, 창립 20주년 기념판